# 新那加駅
新那加駅（しんなかえき）は、岐阜県各務原市那加新那加町にある名古屋鉄道各務原線の駅である。駅番号はKG10。
2021年10月30日のダイヤ改正以前は、当駅で種別変更する列車が多く、日中の半数の列車は当駅で種別変更していた（岐阜行きは普通に、犬山行きは急行になっていた）。渡り線や引き上げ線がないため通常当駅発着の列車は設定されていないが、航空自衛隊岐阜基地で航空祭が行われるときなどに当駅始発犬山方面行きの急行などが臨時に設定されることがある（この場合名鉄岐阜駅から回送）。
本項ではかつて駅に併設されていた那加車庫（なかしゃこ）についても記述する。

## 歴史
- 1926年（大正15年）
  - 1月21日 - 各務原鉄道の各務野駅（かがみのえき）として開業[3]。
  - 7月7日 - 新那加駅（しんなかえき）に改称（「那」は旧字体）[4]。
- 1935年（昭和10年）
  - 3月28日 - 合併により名岐鉄道の駅となる。
  - 8月1日 - 社名変更により名古屋鉄道の駅となる。
- 1964年（昭和39年） - 那加車庫廃止[5]。
- 1967年（昭和42年）3月26日 - 業務委託駅となる[6]。
- 1971年（昭和46年）
  - （時期不明）車庫廃止。
  - 3月27日 - 新那加駅ビル（鉄筋4階建）竣工[7]。同ビル内に名鉄ストア（後のパレマルシェ）新那加店開業[8]。駅業務を名鉄ストアに委託[7]。
- 1985年（昭和60年）3月1日 - 名鉄ストアへの駅代行委託業務を解約[6][9]。
- 1987年（昭和62年）12月18日 - 地下駅舎完成[10]。
- 2000年（平成12年）
  - 2月20日 - 駅ビルの名鉄パレが閉店[11]。
  - 8月22日 - 駅ビル解体開始[12]。
- 2005年（平成17年）1月29日 - 現在の表記（新那加駅）に改称[4]。
- 2006年（平成18年）12月16日 - トランパス導入。
- 2011年（平成23年）2月11日 - ICカード乗車券「manaca」供用開始。
- 2012年（平成24年）2月29日 - トランパス供用終了。
- 2024年（令和6年）6月29日 - 終日無人駅化[13]。

## 駅構造
6両編成対応の1面2線の島式ホームを持つ地上駅。駅集中管理システムが導入された無人駅である（管理駅は名鉄岐阜駅）。2024年（令和6年）6月28日までは終日有人駅で、2024年4月12日を以て三柿野駅が無人化されて以降、各務原線内の途中駅では唯一の有人駅となっていた。
改札口は地下1階に1箇所あり、付近には自動券売機（継続manaca定期乗車券及び新規通勤manaca定期乗車券の購入も可能ではあるが、クレジットカードでの決済は7:00～22:00の間に限られる）および自動精算機（ICカードのチャージ等も可能）を1台ずつ備えている。改札口とホームは階段とエレベーターで繋がっている。以前は名鉄パレ那加店を核とする駅ビルがあったが、名鉄パレ閉店と老朽化に伴い取り壊された。2020年（令和2年）にバリアフリー工事が完了し、エレベーターが設置された。同時期に、盲導鈴や電光掲示板と列車接近放送（無人駅で用いられる簡易的なもの）も導入された。
名鉄各務原線とJR高山本線を潜る地下通路のうち名鉄各務原線地下部分については、2020年（令和2年）3月31日まで名鉄が管理しており、駅営業時間外は通行できなかった。2020年（令和2年）4月1日から各務原市が管理する自由通路扱いとなり、24時間の通行が可能となった。なお、バリアフリー化にあたって設置されたエレベータのうち、ホームと駅南側のものは駅施設として名鉄(日エレ設置、地上行き:エルレ ホーム行き:スクリュー式エレベーター・SC309)が、駅北側のものは公共施設として各務原市(日立設置、第7アーバン)が、それぞれ設置したものである。
地下改札内横には、男女用バリアフリートイレも併設されている。

### のりば
| 番線 | 路線        | 方向 | 行先         |
| ---- | ----------- | ---- | ------------ |
| 1    | KG 各務原線 | 上り | 犬山方面     |
| 2    | KG 各務原線 | 下り | 名鉄岐阜ゆき |

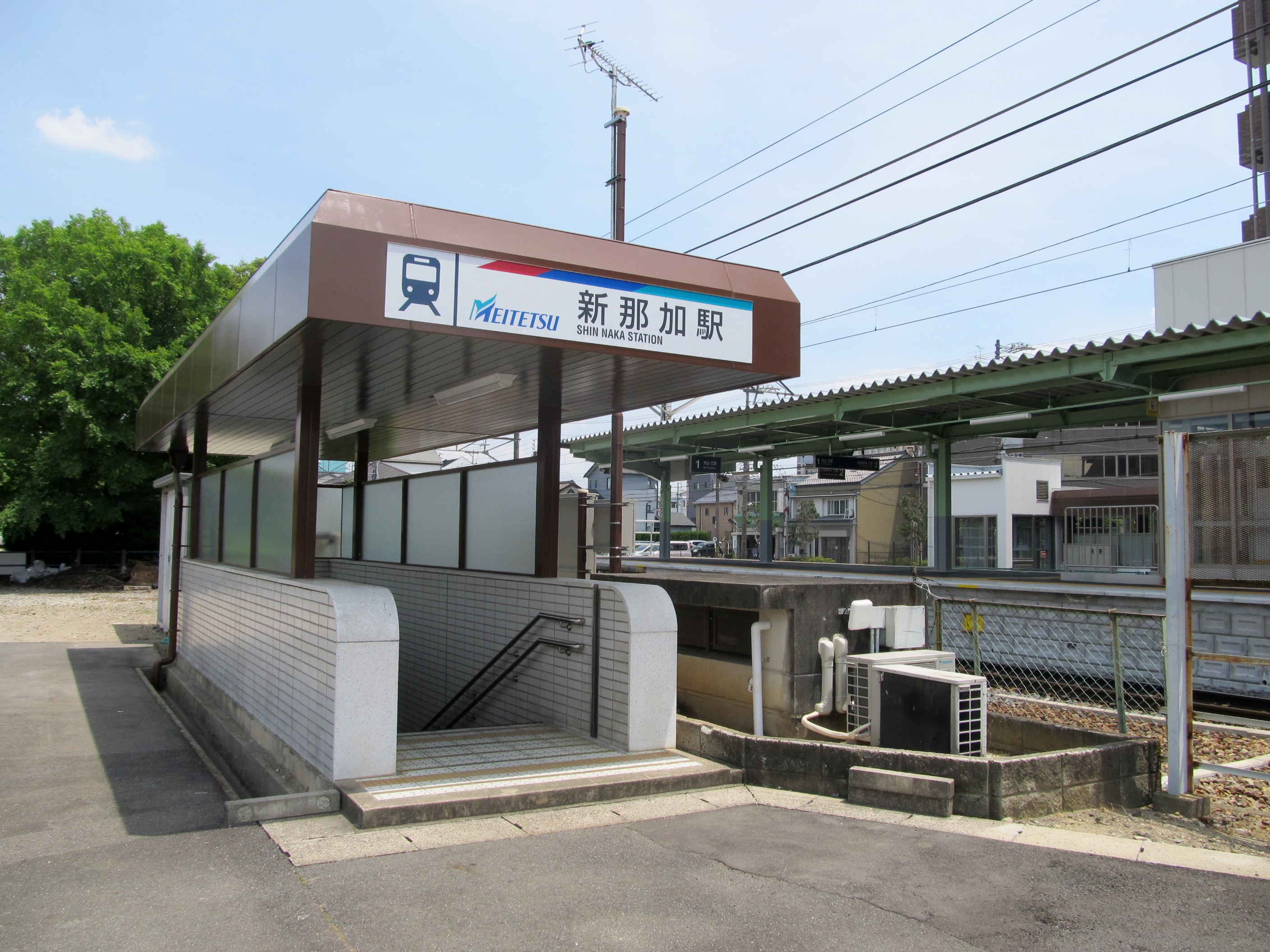
地下改札入口（北側）
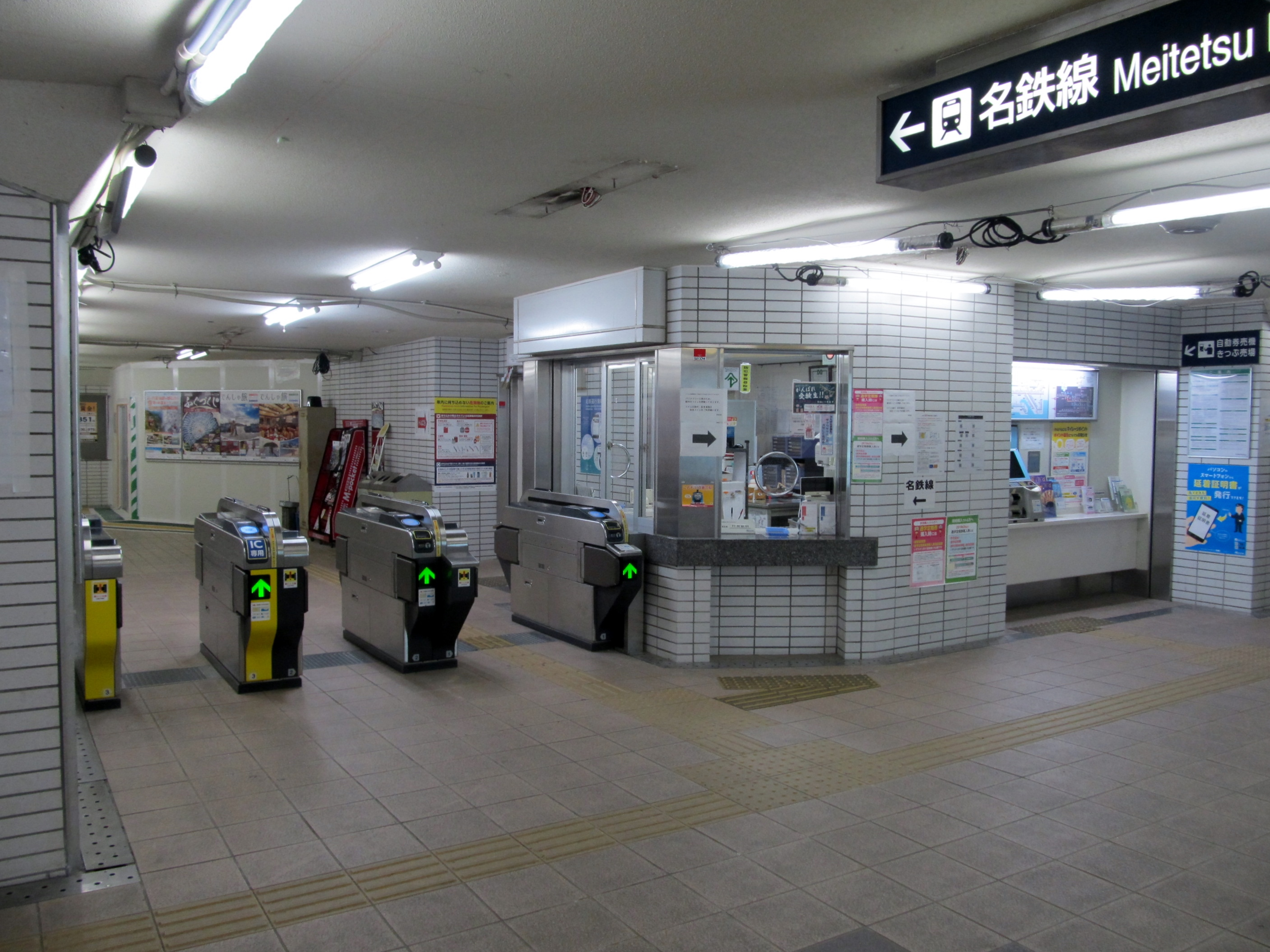
地下改札口
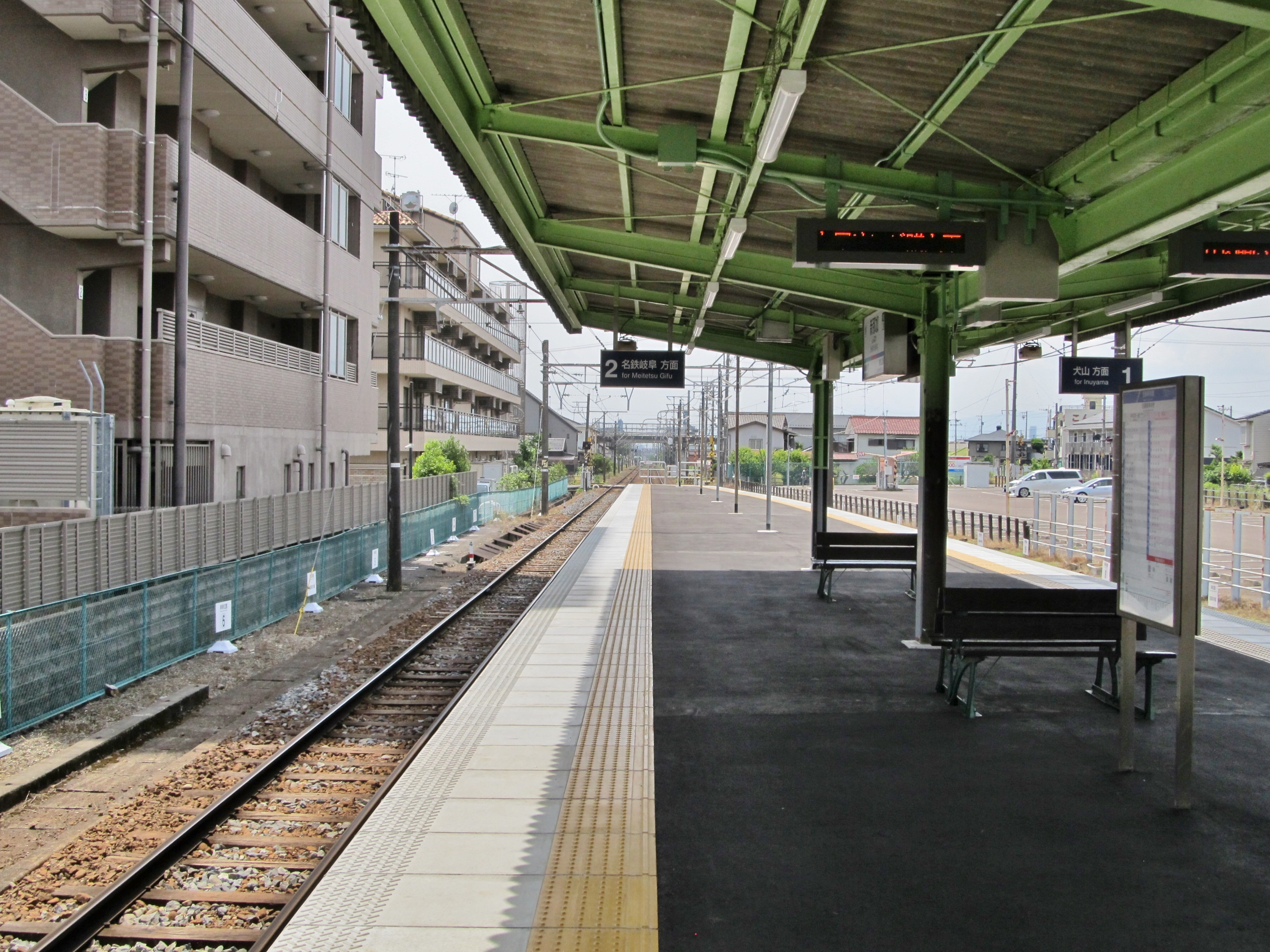
ホーム
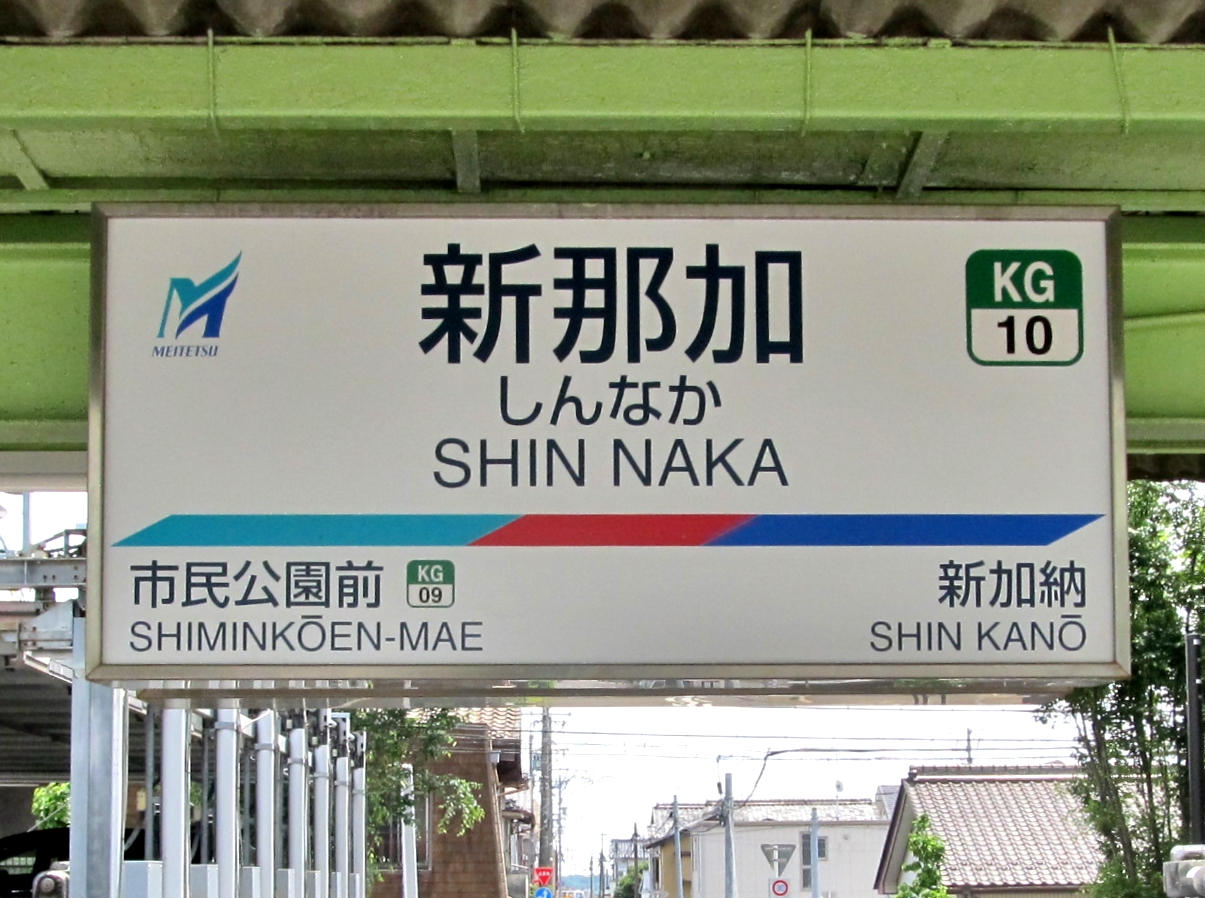
駅名標

### 配線図
| ← 名鉄岐阜方面 | 名古屋鉄道 新那加駅 構内配線略図 | → 新鵜沼・ 犬山方面 |
| 凡例 出典:     |                                  |                     |

## 利用状況
- 『名鉄120年：近20年のあゆみ』によると2013年度当時の1日平均乗降人員は3,296人であり、この値は名鉄全駅（275駅）中128位、各務原線（18駅）中5位であった[21]。
- 『名古屋鉄道百年史』によると1992年度当時の1日平均乗降人員は5,991人であり、この値は岐阜市内線均一運賃区間内各駅（岐阜市内線・田神線・美濃町線徹明町駅 - 琴塚駅間）を除く名鉄全駅（342駅）中71位、各務原線（18駅）中3位であった[22]。

『岐阜県統計書』『各務原市統計書』『統計書かかみがはら』によると、年間乗車人員、年間乗降人員、一日平均乗降人員の推移は以下の通りである。
| 年                 | 年間統計 | 年間統計 | 一日平均 乗降人員 | 備考          |
| 年                 | 乗車人員 | 乗降人員 | 一日平均 乗降人員 | 備考          |
| ------------------ | -------- | -------- | ----------------- | ------------- |
| 1955（昭和30）年度 | 576839   | 1144344  |                   | [ 23 ]        |
| 1956（昭和31）年度 | 659691   | 1314723  |                   | [ 24 ]        |
| 1957（昭和32）年度 | 715420   | 1420669  |                   | [ 25 ]        |
| 1958（昭和33）年度 | 745571   | 1484647  |                   | [ 26 ]        |
| 1959（昭和34）年度 | 780121   | 1549065  |                   | [ 27 ]        |
| 1960（昭和35）年度 | 919526   | 1819741  |                   | [ 28 ]        |
| 1961（昭和36）年度 | 1028344  | 2035353  |                   | [ 29 ]        |
| 1962（昭和37）年度 | 1113132  | 2209377  |                   | [ 30 ]        |
| 1963（昭和38）年度 | 1174775  | 2342938  |                   | [ 31 ]        |
| 1964（昭和39）年度 | 1316396  | 2638140  |                   | [ 32 ]        |
| 1965（昭和40）年度 | 1362751  | 2741848  |                   | [ 33 ]        |
| 1966（昭和41）年度 | 1249209  | 2504004  |                   | [ 34 ]        |
| 1967（昭和42）年度 | 1241430  | 2479552  |                   | [ 35 ]        |
| 1968（昭和43）年度 | 1310220  | 2604996  |                   | [ 36 ]        |
| 1969（昭和44）年度 | 1301000  | 2572000  |                   | [ 37 ]        |
| 1970（昭和45）年度 | 1298000  | 2565000  |                   | [ 37 ]        |
| 1971（昭和46）年度 | 1434000  | 2839000  |                   | [ 38 ]        |
| 1972（昭和47）年度 | 1446000  | 2869000  |                   | [ 38 ]        |
| 1973（昭和48）年度 | 1456000  | 2879000  |                   | [ 38 ]        |
| 1974（昭和49）年度 | 1410000  | 2793000  |                   | [ 39 ]        |
| 1975（昭和50）年度 | 1349000  | 2675000  |                   | [ 40 ]        |
| 1976（昭和51）年度 | 1237000  | 2463000  |                   | [ 40 ]        |
| 1977（昭和52）年度 | 1203000  | 2392000  |                   | [ 41 ]        |
| 1978（昭和53）年度 | 1224206  | 2344000  |                   | [ 41 ] [ 42 ] |
| 1979（昭和54）年度 | 1191957  | 2369000  |                   | [ 43 ] [ 44 ] |
| 1980（昭和55）年度 | 1146854  | 2280000  |                   | [ 45 ] [ 46 ] |
| 1981（昭和56）年度 | 1081282  | 2149000  |                   | [ 45 ] [ 47 ] |
| 1982（昭和57）年度 | 986398   | 1962000  |                   | [ 45 ] [ 48 ] |
| 1983（昭和58）年度 | 976457   | 1942000  |                   | [ 49 ] [ 50 ] |
| 1984（昭和59）年度 | 1068086  | 2133000  |                   | [ 51 ] [ 52 ] |
| 1985（昭和60）年度 | 1235774  | 2467000  |                   | [ 53 ] [ 54 ] |
| 1986（昭和61）年度 | 1224267  | 2446000  |                   | [ 53 ] [ 55 ] |
| 1987（昭和62）年度 | 1187285  | 2369000  |                   | [ 53 ] [ 56 ] |
| 1988（昭和63）年度 | 1205600  | 2410000  |                   | [ 53 ] [ 57 ] |
| 1989（平成元）年度 | 1171078  | 2342000  |                   | [ 58 ] [ 59 ] |
| 1990（平成02）年度 | 1144432  | 2291000  |                   | [ 58 ] [ 60 ] |
| 1991（平成03）年度 | 1138682  | 2280273  | 6306              | [ 61 ]        |
| 1992（平成04）年度 | 1080276  | 2164474  | 5991              | [ 61 ]        |
| 1993（平成05）年度 | 1054759  | 2115388  | 5854              | [ 61 ]        |
| 1994（平成06）年度 | 1014436  | 2033406  | 5628              | [ 61 ]        |
| 1995（平成07）年度 | 999429   | 2001496  | 5534              | [ 61 ]        |
| 1996（平成08）年度 | 949532   | 1899271  | 5257              | [ 61 ]        |
| 1997（平成09）年度 | 875286   | 1749934  | 4844              | [ 62 ]        |
| 1998（平成10）年度 | 821008   | 1641170  | 4544              | [ 63 ]        |
| 1999（平成11）年度 | 770767   | 1541554  | 4266              | [ 63 ]        |
| 2000（平成12）年度 | 701801   | 1403474  | 3885              | [ 63 ]        |
| 2001（平成13）年度 | 665977   | 1333098  | 3689              | [ 63 ]        |
| 2002（平成14）年度 | 652461   | 1304673  | 3612              | [ 63 ]        |
| 2003（平成15）年度 | 639834   | 1279489  | 3540              | [ 64 ]        |
| 2004（平成16）年度 | 639598   | 1279716  | 3543              | [ 64 ]        |
| 2005（平成17）年度 | 613206   | 1229230  | 3404              | [ 64 ]        |
| 2006（平成18）年度 | 619045   | 1237637  | 3427              | [ 64 ]        |
| 2007（平成19）年度 | 642222   | 1274464  | 3527              | [ 65 ]        |
| 2008（平成20）年度 | 631856   | 1254158  | 3471              | [ 65 ]        |
| 2009（平成21）年度 | 590019   | 1173177  | 3249              | [ 65 ]        |
| 2010（平成22）年度 | 599375   | 1193719  | 3306              | [ 66 ]        |
| 2011（平成23）年度 | 609600   | 1220563  | 3380              | [ 66 ]        |
| 2012（平成24）年度 | 607458   | 1215209  | 3367              | [ 66 ]        |
| 2013（平成25）年度 | 595298   | 1189757  | 3296              | [ 66 ]        |
| 2014（平成26）年度 | 555272   | 1110240  | 3075              | [ 66 ]        |
| 2015（平成27）年度 | 571440   | 1143798  | 3167              | [ 67 ]        |
| 2016（平成28）年度 | 577078   | 1155235  | 3199              | [ 68 ]        |
| 2017（平成29）年度 | 586496   | 1175420  | 3257              | [ 68 ] [ 1 ]  |
| 2018（平成30）年度 | 582841   | 1170902  | 3244              | [ 68 ] [ 1 ]  |
| 2019（令和元）年度 | 575626   | 1153720  | 3194              | [ 68 ] [ 1 ]  |
| 2020（令和02）年度 | 465998   | 933234   | 2587              | [ 68 ] [ 1 ]  |
| 2021（令和03）年度 | 487843   | 978124   | 2711              | [ 1 ] [ 2 ]   |

斜体の値は千人単位（千人未満四捨五入）

## 那加車庫
那加車庫は各務原鉄道が開業時に設けた車庫が前身で、名鉄となった後も各務原線の検車を担当した。1964年（昭和39年）に各務原線が600Vから1500Vに昇圧し、犬山線との直通運転が開始されると、役目を終え廃止された。
構内には高山本線那加駅との連絡線があり、陸軍各務原飛行場への貨物輸送が行なわれていた。戦後のアメリカ軍占領時代には、1000形（1017）蒸気機関車、DED8500形が使用されたという。 
| ← 岐阜方面 ← 新岐阜方面 | 那加駅・新那加駅（600V時代） 構内配線略図 | → 鵜沼・高山方面 → 新鵜沼・ 犬山方面 |
| 凡例 出典:              |                                           |                                      |

## 駅周辺
- 東海旅客鉄道（JR東海）高山本線那加駅 ‐ 駅前広場を挟み隣接
- 各務原市総合体育館
- 岐阜県立各務原西高等学校
- 横山病院
- スーパー浅野屋
- 旧中山道
- 名鉄協商新那加駐車場
- 八幡神社

## バス路線
各務原市ふれあいバス 「新那加駅」バス停
- 那加線
  - 岩地・東海学院大学南・尾崎ショッピングセンター・北洞経由各務原市役所前駅行き
- 川島線
  - イオンモール各務原・東米野・河川環境楽園、松倉公民館・内藤記念くすり博物館東・航空宇宙博物館方面行き
- 稲羽西線
  - 成清・稲羽コミュニティセンター・航空宇宙博物館方面行き

岐阜バス 「新那加駅」バス停
- イオンモール各務原線
  - イオンモール各務原方面

※ 各路線とも運賃は100円。各務原市ふれあいバスではICカードが利用できる。

## 隣の駅
名古屋鉄道
KG 各務原線
■普通
新加納駅 (KG11) - 新那加駅 (KG10) - 市民公園前駅 (KG09)